# Curveulima titahica
Curveulima titahica är en snäckart som först beskrevs av Suter 1908.  Curveulima titahica ingår i släktet Curveulima och familjen Eulimidae. Inga underarter finns listade i Catalogue of Life.